# Milk & Honey (grupo)
Milk & Honey es un grupo musical israelí ganador del Festival de la Canción de Eurovisión 1979 con Gali Atari, con la canción «Hallelujah». Fueron los segundos en conseguir el triunfo para Israel en el Festival de la Canción de Eurovisión.

## Miembros
- Reuven Gvirtz
- Yehuda Tamir
- Shmulik Bilu.

| Predecesor: Izhar Cohen & Alphabeta | Ganadores del Festival de la Canción de Eurovisión 1979 con Gali Atari | Sucesor: Johnny Logan |